# Nephus ulbrichi
Nephus ulbrichi é uma espécie de insetos coleópteros polífagos pertencente à família Coccinellidae.
A autoridade científica da espécie é Fursch, tendo sido descrita no ano de 1977.
Trata-se de uma espécie presente no território português.